# Choerades femorata
Choerades femorata là một loài ruồi trong họ Asilidae. Choerades femorata được Meigen miêu tả năm 1804.

## Hình ảnh

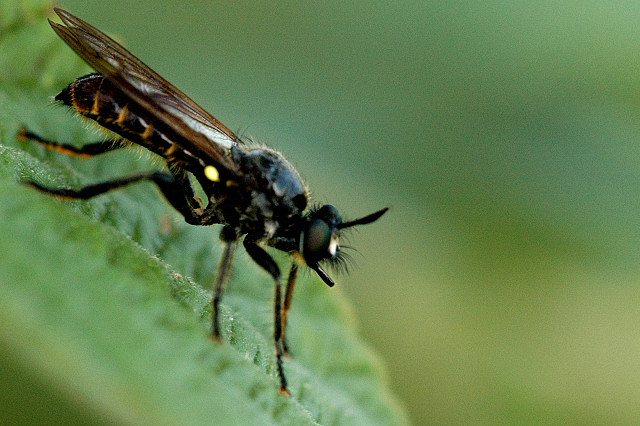